# Тидблад, Инга
Инга София Тидблад (швед. Inga Sofia Tidblad; 29 мая 1901, Стокгольм — 12 сентября 1975 года, Стокгольм) — шведская актриса, одна из самых популярных актрис шведского театра.

## Биография
Инга Тидблад родилась в семье инженера Отто Тидблада и Хельги Тидблад (урождённой Крумлинде). Выросла в Стокгольме. Училась в школе актёрского мастерства Королевского драматического театра с 1919 по 1922 год. В студенческие годы уже была признана восходящей звездой как зрителями, так и критиками, за дебютное исполнение роли Ариэль в пьесе Шекспира «Буря», поставленной Улофом Муландером. После окончания театральной школы играла в Шведском театре Стокгольма, где в 1924 году приобрела звёздный статус благодаря роли Офелии в «Гамлете». Её партнёром в спектакле был Ингольф Шанке, игравший заглавную роль. В труппе Тидблад оставалась вплоть до пожара 1925 года, навсегда уничтожившего театр.
Известная в первую очередь главными женскими ролями в спектаклях по пьесам Шекспира и Стриндберга, Тидбла сыграла Офелию в «Гамлете», Билли Мур в «Бродаее», Ангела в Cenodoxus, Ауду в Graven under triumfbågen, Анну Болейн в «Генрихе VIII», Джульетту в «Ромео и Джульетте», Эллен в Älskling jag ger mig, Розалинду «Как вам это понравится», Лотту Энтерфельт в Svenska sprätthöken, Алегру в Key Largo (1940) Максвелла Андерсона, Соню в «Преступлении и наказании», Бланш в Folkungasagan, Порцию «Юлии Цезаре», Мэри Вестера в Mayerlingdramat, Сесилию в Rovdjuret, дочь в Spöksonaten Стринберга, миссис Кеньон в «Жаворонке» (1943) Самсона Рафаэльсона, Беренгер в «Юпитере» (1943) Роберта Буасси , Маргариту Готье в «Даме с камелиями» (1954), Мэри Тайрон в мировой премьере драмы Юджина О’Нила «Долгий день уходит в ночь» (1956), миссис Шенкленд и Сибил Рэйлтон-Белл в пьесе Теренса Раттигана «За отдельными столиками» в Васатеатерн в сезоне 1958—59 года и королеву Кристину в пьесе «Кристина» (1961) Стриндберга.
Тидблад работала в крупнейших театрах Швеции. После Шведского театра она играла в Васатеатерн в 1925—1926 годах, в Оскартеатерн в 1926—1932 годах и в Королевском драматическом театре в 1932—1963 годах. В 1956 году награждена премией Юджина О’Нила. После завершения театральной карьеры Тидблад несколько раз возвращалась на сцену и снималась в кино.
Кинематографическая карьера актрисы включает ранние шведскиме немые фильмы: Norrtullsligan (1923), Mälarpirater (1923), Farbror Frans (1926) и Svarte Rudolf 1928. Дебютным для ней стал фильм в Andersson, Pettersson och Lundström (1923). В 1930 году она снялась в главной роли в первом шведском звуковом фильме För hennes skull, где её партнёром был Йёста Экман. Другими значительными появлениями на экране стали роли в фильмах Sången om den eldröda blomman (1934), Intermezzo (1936), Lågor i dunklet (1942), Det brinner en eld (1943), Den osynliga muren (1944), Frånskild (1951, режиссёр Густав Муландер, автор сценария Ингмар Бергман), Kvinnohuset (1953), Enhörningen (1955), Pärlemor (1961) и Pistolen (1973), за который Тидблад была удостоена премии «Золотой жук» за лучшую женскую роль.
Тидблад также озвучивала Пиноккио в шведском дубляже мультфильма Уолта Диснея «Пиноккио» (1940), а также в 1956 году участвовала в качестве приглашенной звезды в эпизоде раннего американского сериала Foreign Intrigue.
Состояла в браке с актёром Рагнаром Бильбергом с 1923 по 1930 год, а после его ранней смерти — с актёром Хоканом Вестергреном с 1931 года до самой смерти в 1975 году. В первом браке родилась дочь Лена Бильберг (1926), во втором браке — дочь Мег Вестергрен (1932) и сын Клес-Хакан Вестергрен (1935), также выбравшие актёрскую карьеру.

## Избранная фильмография
- Andersson, Pettersson och Lundström (1923)
- Mälarpirater (1923)
- Norrtullsligan (1923)
- Grevarna på Svansta (1924)
- Ödets man (1924)
- Farbror Frans (1926)
- Svarte Rudolf (1928)
- För hennes skull (1930)
- Längtan till havet (1930)
- Hälsingar (1933)
- Hon eller ingen (1934)
- Sången om den eldröda blomman (1934)
- Intermezzo (1936)
- Janssons frestelse (1938)
- Lågor i dunklet (1942)
- Det brinner en eld (1943)
- Den osynliga muren (1944)
- Kungajakt (1944)
- Galgmannen (1945)
- Frånskild (aka Divorced) (1951)
- Kvinnohuset (1953)
- Gabrielle (1954)
- Enhörningen (aka The Unicorn) (1955)
- Иностранная интрига (1956)
- Pärlemor (1961)
- Ateljé Mia (1965)
- Glasmenageriet («Стеклянный зверинец», телеспектакль, 1967)
- Drottningens juvelsmycke (мини-сериал, 1967)
- Pistolen (1973)
- Gangsterfilmen (1974)